# Pristava ob Krki
Pristava ob Krki je naselje v Občini Krško.